# Сємаков Володимир Сергійович
Володимир Сергійович Сємаков (11 травня 1985) — український біатлоніст російського походження.

## Зовнішні посилання
- Сторінка на сайті Федерації біатлону України